# 메갈로폴리스

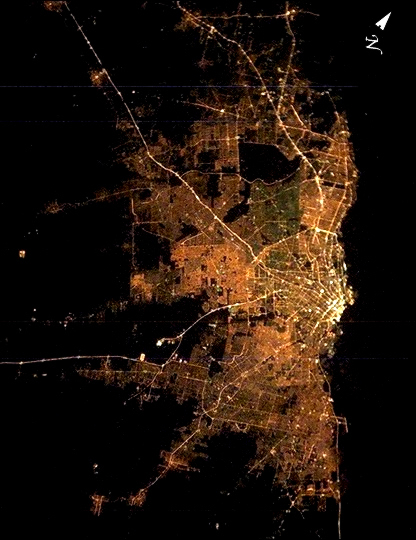

메갈로폴리스(megalopolis)는 여러 개의 대도시가 연결된 도시 지역이다. 메갈로폴리스는 '크다'라는 그리스어와 '도시'라는 그리스어의 합성어로 문자적으로 '큰 도시'를 의미한다. 현대적 의미에서 이 용어를 사용한 사람은 지리학자 고트만(Jean Gottmann)이다. 고트만은 그의 저서 <<Megalopolis: The Urbanized Northeastern Seaboard of the United States>>(1961)에서 미국 북동부의 보스턴, 뉴욕, 필라델피아, 볼티모어, 워싱턴 등 대도시와 대도시 주변의 도시화된 지역을 메갈로폴리스라고 일컬었다.

## 북아메리카

### 미국
- 북동부 메갈로폴리스 : 보스턴-뉴욕-필라델피아-볼티모어-워싱턴 D.C.
- 5대호 메갈로폴리스 : 시카고-디트로이트-피츠버그-토론토-몬트리올

### 캐나다
- 퀘벡-윈저 회랑

## 아시아

### 일본
- 도카이도(일본어: 東海道) 메갈로폴리스 : 도쿄-나고야-오사카시

### 대한민국
- 수도권 : 고양-서울-부천-인천-성남-과천-의왕-수원

수도권 전체가 메갈로폴리스라는 뜻은 아니다. 이 도시들의 주거지역과 공공 시설 등이 하나의 끈처럼 끊어지지 않고 연결되어 있기 때문에 그런 표현이 붙게 된 것이다. 실제로 이 도시들은 서울외곽순환고속도로를 통해 연결되어 있기도 하며, 수도권의 지하철 또한 이 도시들을 모두 지나간다.

### 중동
- UAE 메갈로폴리스 : 아부다비-아지만-두바이-푸자이라-라스알카이마-샤르자-움알쿠와인
- 카타르 메갈로폴리스 : 알구와리야-알주말리야-알코르-알와크라-알라이얀-자리얀알바트나-아시샤말-움살랄-메사이드

## 같이 보기
- 태평양 벨트